# MT-LB
MT-LB (sau M1970) este un vehicul blindat ușor multirol fabricat în Uniunea Sovietică. A fost dat în exploatare spre sfârșitul anilor 1960, în plin Razboi Rece. Acest vehicul urma să înlocuiască modelul AT-P 

## Variante
- MT-L: Modelul de bază (nu avea armură);
- MT-LB: Modelul de bază cu armură. Era echipat cu o  mitralieră de calibrul 7,62 mm;
- MT-LBV: versiune mai lată cu 565 mm;
- MT-LBVM: Model echipat cu o turelă cu mitralieră de tip NSVT de calibrul 12,7 mm;
- MTP-LB: Platforma pentru suport tehnic;
- SNAR-10 "Jaguar" (MT-LB M1975/MT-LB SON): echipat cu radar
- 9A34 - 9K35 "Strela-10"